# 安井算知
安井 算知（やすい さんち、元和3年（1617年） - 元禄16年3月12日（1703年4月27日））は、囲碁の棋士で、家元安井家の二世安井算知。三世名人碁所。九世安井算知と区別して名人算知と呼ぶこともある。

## 生涯
山城国の生まれ。寛永5年（1628年）12歳で徳川家光に召し出される。後に一世安井算哲の没した慶安5年（1652年）に、算哲の実子の春海、知哲が幼少であったため、安井家を継いで二世安井算知となる。この間は算哲と算知と二つの安井家が併存していて、碁家としての名跡を継いだものと見られる。また算知は会津藩主松平肥後守（保科正之）からも扶持、屋敷を受けていた。
寛永3年（1630年）に二世名人中村道碩が死去した後、後継者を決めるため、正保2年（1645年）から本因坊算悦との間での争碁として互先による六番碁を御城碁にて行う。承応2年（1653年）までで双方先番を勝っての3勝3敗となり（算知先相先で4勝2敗とする説もある）決着がつかなかった。この六番碁が日本最初の争碁となった。
算悦は万治元年（1658年）死去し、その10年後の寛文8年（1668年）に算知は保科正之などへ嘆願し、欠所となっていた名人碁所に就く。秋田昇一の著書『徳川時代の囲碁界を知る 「本因坊家伝」と「碁所旧記」を読み解く』（誠文堂新光社、2019年）では、この算知の襲位を初代碁所としている（初代名人ではない）。
しかし算悦を継いだ3世本因坊道悦はこれを不服として争碁を申し込み、同年から道悦定先による六十番碁を打つこととなる。16局までで道悦9勝3敗4持碁で手合割を先相先に手直りし、延宝3年（1675年）に二十番で12勝4敗4持碁となったところで打ち止めとなった。この時点での手合割は先相先であり、後世に「算知に一日の長」とも評されるが、58歳の算知は碁所を返上した。また道悦も2年後に隠居し本因坊道策に家督を継がせ、道策が名人碁所に就く。
算知は元禄9年(1696年)まで御城碁の立ち会いに出仕したが、元禄10年（1697年）に引退し、先代算哲の子安井知哲に家督を継がせる。元禄16年（1703年）、京都にて87歳で死去し、京都寂光寺に葬られた（後に安井家の墓所は江戸浄心寺に移される）。
六番碁の戦績（○勝、×負）
- 正保2年 算知(先番)○ 算悦
- 正保3年 算知× 算悦(先番)
- 正保4年 算知(先番)○ 算悦
- 慶安元年 算知× 算悦(先番)
- 慶安2年 算知(先番)○ 算悦
- 承応2年 算知× 算悦(先番)

（3勝3敗）
二十番碁の戦績（○勝、×負、ー持碁）
- 寛文8年 算知ー 道悦(定先)
- 寛文9年 算知×ーー×○××ー×○○ 道悦(定先)
- 寛文10年 算知××××  道悦(定先)

（9勝3敗4持碁で6番勝ち越しとなり、先相先に手直り）
- 寛文11年 算知× 道悦(先相先)先番
- 寛文12年 算知× 道悦(先相先)先番
- 延宝元年 算知先番○ 道悦(先相先)
- 延宝2年 算知× 道悦(先相先)先番

（道悦12勝4敗4持碁で終了）

## 公家との交流
権大納言勧修寺晴豊の第六子で鹿苑寺住持の鳳林承章の日記『隔蓂記』では、算知を初めとした碁打ちとの交流が記されている。明暦3年（1657年）から万治2年（1659年）の間に、算知を招いて北野社衆を交えた碁会を開き、算知は2世算哲（渋川春海）、息子の小三郎（知哲）などを伴い、公家や僧達とも対局した。この時期は算知は京都に居住しており、林門入斎とも交流があり、また在京の囲碁強豪法橋中西玄碩の子の玄悦を弟子にするなどした。
門入斎の死去2年後の寛文9年に、弟子の一人に林家の家督を継がせて二世林門入とし、これが家元林家となった。